# مارگارت کوفلا
مارگارت کوفلا (انگلیسی: Margaret Kofela؛ زادهٔ ۱۷ اوت ۱۹۹۹) بازیکن فوتبال اهل جزایر سلیمان است.
وی همچنین در تیم ملی فوتبال Solomon Islands بازی کرده‌است.